# Behrensdorf (Ostsee)
Behrensdorf (Ostsee) ist eine Gemeinde im Kreis Plön in Schleswig-Holstein.

## Geographie

### Geographische Lage
Das Gemeindegebiet von Behrensdorf erstreckt sich im nordwestlichen Teilbereich des Naturraums Ostholsteinisches Hügel- und Seenland (Haupteinheit Nr. 702) an der Hohwachter Bucht. Der Kleine- und Große Binnensee liegen im Gemeindegebiet.

### Gemeindegliederung
Die Gemeinde Behrensdorf gliedert sich Siedlungsgeographisch in verschiedene Wohnplätze. Neben dem namenstiftenden Dorf und Erholungsort befinden sich ebenfalls die weiteren Dorflagen Kembs und Stöfs, die Häusergruppe Lippe, die Haussiedlungen Eetz und Eetzkate und das Gut Waterneverstorf im Gemeindegebiet.

### Nachbargemeinden
Unmittelbar angrenzende Gemeindegebiete von Behrensdorf sind:
|        |                                             |          |
| Panker | Kompassrose, die auf Nachbargemeinden zeigt | Hohwacht |
|        | Lütjenburg                                  |          |

## Geschichte
Im Jahr 1433 wurde Behrensdorf erstmals urkundlich erwähnt. Der Name der Gemeinde leitet sich wohl von Dorf des Bernhard oder Bernward ab.
Im Gemeindegebiet finden sich Grabhügel und eine Wallanlage, deren Entstehungszeit zeitlich nicht näher bestimmt sind.
Den heutigen Namen erhielt die Gemeinde am 1. Oktober 1968. Zuvor war es der fortgeführte Name des bis zum 30. September 1928 bestehenden Gutsbezirks, Waterneverstorf.

## Politik

### Gemeindevertretung
Bei der Kommunalwahl am 14. Mai 2023 wurden insgesamt neun Sitze vergeben. Von diesen erhielt Gemeinsam für Behrensdorf vier Sitze, die CDU drei Sitze und die Wählergemeinschaft Behrensdorf zwei Sitze.

### Wappen
Blasonierung: „Gespalten von Silber und Rot. Vorn über zwei blauen Wellen ein roter Leuchtturm mit goldenen Fensteröffnungen in der spitzbedachten, über einer Galerie sich erhebenden Laterne. Hinten über einem schräglinks liegenden goldenen Eichenblatt eine ebensolche Ähre.“

## Sehenswürdigkeiten
In der Gemeinde liegen der Kleine- und (zu großen Teilen) der Große Binnensee. Mit dichten Schilfgürteln bilden beide ein Rückzugsreservat für zahlreiche Vogelarten. Als ausgewiesene Naturschutzgebiete sind beide Gebiete vor äußeren Einflüssen weitestmöglich geschützt. An der Südgrenze der Gemeinde befindet sich entlang des linken Ufers der Kossau ein Teil des europäischen  NATURA 2000-Schutzgebietes FFH-Gebiet Kossautal und angrenzende Flächen im Gemeindegebiet.
Im Gemeindegebiet befinden sich auch zahlreiche Kulturdenkmale. Die bemerkenswertesten sind der Leuchtturm Neuland sowie das Gut Waterneverstorf.

## Infrastruktur

### Rettungsstation der DGzRS
Die Anfänge der Seenotrettung vor dem Hafen von Lippe gehen auf das Jahr 1936 zurück als die  Deutsche Gesellschaft zur Rettung Schiffbrüchiger einen Raketenapparat am Gut Weißenhaus unterstellen durfte. Mit den Jahren kamen Ruderrettungsboote und Motorrettungsboote zur Station. Seit 1971 liegt im kleinen Hafen von Lippe ein Seenotrettungsboot.

### Schießplatz Todendorf
In der Gemarkung des Nachbarorts Panker befindet sich unweit der Grenze zur Gemeinde Behrensdorf der Schießplatz Todendorf, ein Außenstandort des Truppenübungsplatzes Putlos.

## Persönlichkeiten
- Friedrich Konrad Lange (1738–1791), Propst in Glückstadt und Altona
- Robert Miethe (1877–1975), Windjammer-Kapitän und Kap Hoornier